# NGC 1248
NGC 1248 (другие обозначения — MCG −1-9-16, PGC 11970) — линзообразная галактика (S0) в созвездии Эридана. Открыта Уильямом Гершелем в 1785 году. Описание Дрейера: «довольно тусклый, маленький, немного вытянутый объект, более яркий в середине, в 5′ к северу расположена звезда 9-й величины». Плоскость этой галактики наклонена к картинной плоскости на 42°, а отношение массы к светимости составляет 2,5 M⊙/L⊙.
Этот объект входит в число перечисленных в оригинальной редакции «Нового общего каталога».
Галактика NGC 1248 входит в состав группы галактик NGC 1222. Помимо NGC 1248 в группу также входят NGC 1222, MGC -1-9-13, MGC -1-9-21, MGC -1-9-24 и MK 604.
Галактика находится на расстоянии 5,5′ к югу от звезды поля 8-й величины. На фотографиях галактика имеет яркое, слегка вытянутое ядро в более тусклой оболочке. Внешняя оболочка не имеет гладкой структуры, так как гало немного неоднородно по контуру, и имеются признаки пылевых пятен. В любительский телескоп галактика выглядит небольшой, но умеренно яркой, она хорошо видна при большом увеличении и кажется слегка овальной, ориентированной примерно в направлении восток-запад; оболочка выглядит зернистой и равномерно яркой, с погружённым в неё звездообразным более ярким ядром. Края довольно хорошо очерчены. Радиальная скорость: 2193 км/с. Расстояние: 98 млн световых лет. Диаметр: 34 тыс. световых лет.